# ليزا ستوكتون
ليزا ستوكتون (بالإنجليزية: Lisa Stockton)‏ هي مدربة كرة سلة أمريكية، ولدت في 1 أبريل 1964 في غرينزبورو في الولايات المتحدة.